# Coppa Libertadores 1978
L'edizione 1978 della Coppa Libertadores, la massima competizione calcistica sudamericana per club, fu vinta dal Boca Juniors per il secondo anno consecutivo battendo in finale il Deportivo Cali.

## Fase a gironi
Il Boca Juniors accede direttamente al secondo turno in quanto campione in carica.

### Gruppo 1 (Argentina, Ecuador)
| Squadra                      | Pti | G | V | N | P | GF | GS | DR |
| ---------------------------- | --- | - | - | - | - | -- | -- | -- |
| River Plate                  | 8   | 6 | 2 | 4 | 0 | 7  | 1  | +6 |
| Independiente                | 8   | 6 | 3 | 2 | 1 | 6  | 2  | +4 |
| Liga Deportiva Universitaria | 5   | 6 | 2 | 1 | 3 | 4  | 10 | -6 |
| El Nacional                  | 3   | 6 | 1 | 1 | 4 | 6  | 10 | -4 |

- 27/06: LDU-Independiente 1-0
- 27/06: El Nacional-River Plate 1-1
- 30/06: El Nacional-Independiente 1-2
- 30/06: LDU-River Plate 0-0
- 05/07: El Nacional-LDU 2-0
- 05/07: Independiente-River Plate 0-0
- 11/07: River Plate-El Nacional 2-0
- 14/07: Independiente-El Nacional 2-0
- 18/07: River Plate-LDU 4-0
- 20/07: Independiente-LDU 2-0
- 26/07: LDU-El Nacional 3-2
- 26/07: River Plate-Independiente 0-0
- Spareggio primo posto (a Buenos Aires)
  - 02/08: River Plate-Independiente 4-1

### Gruppo 2 (Bolivia, Peru)
| Squadra           | Pti | G | V | N | P | GF | GS | DR  |
| ----------------- | --- | - | - | - | - | -- | -- | --- |
| Alianza Lima      | 11  | 6 | 5 | 1 | 0 | 19 | 5  | +14 |
| Sporting Cristal  | 7   | 6 | 3 | 1 | 2 | 9  | 9  | -0  |
| The Strongest     | 4   | 6 | 2 | 0 | 4 | 7  | 12 | -5  |
| Oriente Petrolero | 2   | 6 | 1 | 0 | 5 | 5  | 14 | -9  |

- 02/07: The Strongest-Oriente Petrolero 2-0
- 05/07: Sporting Cristal-Alianza Lima 2-2
- 12/07: The Strongest-Sporting Cristal 3-1
- 12/07: Oriente Petrolero-Alianza Lima 0-4
- 16/07: Oriente Petrolero-Sporting Cristal 0-1
- 17/07: The Strongest-Alianza Lima 1-2
- 21/07: Alianza Lima-Sporting Cristal 4-1
- 22/07: Oriente Petrolero-The Strongest 4-1
- 25/07: Sporting Cristal-Oriente Petrolero 1-0
- 28/07: Alianza Lima-Oriente Petrolero 5-1
- 01/08: Sporting Cristal-The Strongest 3-0
- 04/08: Alianza Lima-The Strongest 2-0

### Gruppo 3 (Brasile, Cile)
| Squadra          | Pti | G | V | N | P | GF | GS | DR |
| ---------------- | --- | - | - | - | - | -- | -- | -- |
| Atlético Mineiro | 10  | 6 | 4 | 2 | 0 | 16 | 8  | +8 |
| Unión Española   | 6   | 6 | 1 | 4 | 1 | 7  | 10 | -3 |
| São Paulo        | 5   | 6 | 1 | 3 | 2 | 6  | 7  | -1 |
| Palestino        | 3   | 6 | 1 | 1 | 4 | 8  | 12 | -4 |

- 14/03: Union Española-Palestino 0-0
- 15/03: Atletico Mineiro-Sao Paulo 1-1
- 22/03: Union Española-Atletico Mineiro 1-1
- 22/03: Palestino-Sao Paulo 0-1
- 26/03: Union Española-Sao Paulo 1-1
- 26/03: Palestino-Atletico Mineiro 4-5
- 09/04: Sao Paulo-Atletico Mineiro 1-2
- 09/04: Palestino-Union Española 2-3
- 16/04: Sao Paulo-Palestino 1-2
- 16/04: Atletico Mineiro-Union Española 5-1
- 19/04: Sao Paulo-Union Española 1-1
- 19/04: Atletico Mineiro-Palestino 2-0

### Gruppo 4 (Colombia, Uruguay)
| Squadra         | Pti | G | V | N | P | GF | GS | DR |
| --------------- | --- | - | - | - | - | -- | -- | -- |
| Deportivo Cali  | 8   | 6 | 3 | 2 | 1 | 10 | 3  | +7 |
| Peñarol         | 6   | 6 | 3 | 0 | 3 | 6  | 5  | +1 |
| Atlético Junior | 6   | 6 | 1 | 4 | 1 | 4  | 5  | -1 |
| Danubio         | 4   | 6 | 1 | 2 | 3 | 2  | 9  | -7 |

- 12/04: Atletico Junior-Deportivo Cali 0-0
- 12/04: Peñarol-Danubio 4-2
- 14/05: Atletico Junior-Danubio 0-0
- 14/05: Deportivo Cali-Peñarol 1-0
- 17/05: Atletico Junior-Peñarol 1-0
- 17/05: Deportivo Cali-Danubio 2-0
- 07/07: Danubio-Peñarol 1-2
- 09/07: Deportivo Cali-Atletico Junior 0-0
- 18/07: Danubio-Atletico Junior 0-0
- 18/07: Peñarol-Deportivo Cali 0-2
- 23/07: Peñarol-Atletico Junior 1-0
- 23/07: Danubio-Deportivo Cali 3-0

### Gruppo 5 (Paraguay, Venezuela)
| Squadra               | Pti | G | V | N | P | GF | GS | DR |
| --------------------- | --- | - | - | - | - | -- | -- | -- |
| Cerro Porteño         | 9   | 6 | 3 | 3 | 0 | 7  | 4  | +3 |
| Portuguesa            | 6   | 6 | 2 | 2 | 2 | 5  | 5  | 0  |
| Estudiantes de Mérida | 5   | 6 | 1 | 3 | 2 | 7  | 8  | -1 |
| Libertad              | 4   | 6 | 1 | 2 | 3 | 4  | 6  | -2 |

- 05/03: Cerro Porteño-Libertad 1-0
- 12/03: Estudiantes-Portuguesa 0-0
- 26/03: Portuguesa-Libertad 1-0
- 26/03: Estudiantes-Cerro Porteño 2-3
- 30/03: Estudiantes-Libertad 1-1
- 30/03: Portuguesa-Cerro Porteño 1-1
- 02/04: Portuguesa-Estudiantes 1-2
- 05/04: Libertad-Cerro Porteño 0-0
- 25/04: Cerro Porteño-Estudiantes 1-1
- 28/04: Libertad-Estudiantes 2-1
- 09/05: Libertad-Portuguesa 1-2
- 13/05: Cerro Porteño-Portuguesa 1-0

## Semifinali

### Gruppo 1
| Squadra          | Pti | G | V | N | P | GF | GS | DR |
| ---------------- | --- | - | - | - | - | -- | -- | -- |
| Boca Juniors     | 7   | 4 | 3 | 1 | 0 | 7  | 2  | +5 |
| River Plate      | 3   | 4 | 1 | 1 | 2 | 1  | 3  | -2 |
| Atlético Mineiro | 2   | 4 | 1 | 0 | 3 | 3  | 6  | -3 |

- 19/09: Boca Juniors-River Plate 0-0
- 24/09: Atletico Mineiro-Boca Juniors 1-2
- 28/09: River Plate-Atletico Mineiro 1-0
- 05/10: Boca Juniors-Atletico Mineiro 3-1
- 08/10: Atletico Mineiro-River Plate 1-0
- 17/10: River Plate-Boca Juniors 0-2

### Gruppo 2
| Squadra        | Pti | G | V | N | P | GF | GS | DR |
| -------------- | --- | - | - | - | - | -- | -- | -- |
| Deportivo Cali | 7   | 4 | 3 | 1 | 0 | 12 | 4  | +8 |
| Cerro Porteño  | 3   | 4 | 1 | 1 | 2 | 4  | 9  | -5 |
| Alianza Lima   | 2   | 4 | 1 | 0 | 3 | 7  | 10 | -3 |

- 14/09: Alianza Lima-Cerro Porteño 3-0
- 17/09: Deportivo Cali-Cerro Porteño 1-1
- 21/09: Deportivo Cali-Alianza Lima 3-2
- 05/10: Cerro Porteño-Alianza Lima 3-1
- 14/10: Alianza Lima-Deportivo Cali 1-4
- 18/10: Cerro Porteño-Deportivo Cali 0-4

## Finale
| Squadra 1      | Totale | Squadra 2    | Andata | Ritorno |
| -------------- | ------ | ------------ | ------ | ------- |
| Deportivo Cali | 0-4    | Boca Juniors | 0-0    | 0-4     |